# Сівакова Ганна
Сівакова Ганна (нар.19 жовтня 1997, Дніпро) — українська спортсменка.
Тренер тренажерного залу, рекордсменка Європи та України, дівчина, яка підкорила штангу вагою 200 кг[неавторитетне джерело] на Lviv Lion Cup 2021. Еліта України станової тяги до 56 кг.

## Біографія
Ганна народилася у Дніпрі за походженням є українкою та проживає у Дніпрі.
З 2015 року виступала з пауерліфтингу до 47 кг. В 2018 році перейшла в одноборство по становій тязі до 56 кг.

## Кар'єра
З 19 років працює тренером до теперішнього часу.